# Cuacuila
Cuacuila är en ort i Mexiko.   Den ligger i kommunen Zacatlán och delstaten Puebla, i den sydöstra delen av landet, 140 km öster om huvudstaden Mexico City. Cuacuila ligger 2 278 meter över havet och antalet invånare är 355.
Terrängen runt Cuacuila är kuperad söderut, men norrut är den bergig. Runt Cuacuila är det ganska tätbefolkat, med 149 invånare per kvadratkilometer. Närmaste större samhälle är Zacatlán, 12,1 km nordväst om Cuacuila. I omgivningarna runt Cuacuila växer i huvudsak blandskog.